# Chaos Labyrinth -ケイオスラビリンス-
『Chaos Labyrinth -ケイオスラビリンス-』は、2012年12月21日にでぼの巣製作所から発売されたアダルトゲームである。

## 概要
ブランド初の3Dダンジョンを舞台としたRPG。記憶喪失の主人公が、理性を失ってモンスターと化したヒロインたちをバトルとエッチで打ち負かして、彼女たちの呪いを解いていく展開で、攻略可能なヒロインは20人。完全に呪いを解いたヒロインたちは主人公の自室に保護することができ、甘い一時を過ごすことでさらにスキルがアップする。成長要素よりもダンジョンや主人公の記憶喪失などの謎解きに重点が置かれている。

## ストーリー
主人公はある夜に見知らぬ部屋で目を覚ます。長いこと眠っていたようだが、記憶喪失で自分の名前すら思い出せない。自分の素性を確かめようと廃墟の中を歩き回る彼の前に、異形の魔物たちが現れる。

## 登場人物
（出典：）

### 主人公
クリスティアン （クリス）
声：木下クワガタ丸
本作品の主人公。長身で男前、本作唯一の男子学生。
（現在）
部屋の名札から名前が分かったぐらいで、他は何一つ思い出せない。得意な剣術や魔法を駆使して城内を探検し、この状況を打開しようと一人で戦い抜く。魔物化した女性と性交すると人間に戻すことができ、記憶も一部回復する。根は優しいため、女性には必ず状況説明と性交の謝罪をする。
（解呪後）
性格はクールだが、根は明朗。魔法学校の転校生で、天才的な魔術の才能があり、戦闘術にも長けている。女子ばかりの学園で唯一の男子であるため、当初から目立つ存在だった。転校当初は一人で行動しがちだったが、様々なクラスメートの交流を重ねるうちに皆と馴染んでいった。女子に対して、からかったり、ぶっきらぼうだったりする事もあるが基本的に紳士。我の強い女子には弱い傾向がある。

### ヒロイン
※名前が2つあるキャラクターは、魔物時の名前/解呪されて記憶を取り戻した後の名前
ゴースト/ミリア
声：榊原ゆい
（魔物時）
黒髪長髪、白いワンピースが特徴。
（解呪後）
性格はお淑やかで穏やかで花のような少女。妹のエレナと容姿は似ているが性格は正反対。命に関わる重病を患っていて、クリスやエレナが度々見舞いに行っていたが、今回の一件が起きる前に亡くなっていたらしい。
コボルト/シャルロッテ（ロッテ）
声：榊原ゆい
（魔物時）
主人公に最初に敵対するヒロイン。ビキニ姿で犬の耳やシッポが生えている。
（解呪後）
外見は幼いが、クリスより一つ年上。低身長と貧乳がコンプレックス。皆に子犬のように可愛がられ、頬を膨らませたり、誰彼構わず抱きつく様がまさに犬そのものだと評される。将来は物腰が柔らかく落ち着いているレディになる事を目標としているが、現状とはまるで正反対。
ダークバット/ティリーナ（ティナ）
声：民安ともえ
（魔物時）
衣類は黒系。
（解呪後）
黒い帽子とスパッツを着用。一人称は「ボク」。クリスに対して、スパッツを見せたり、聞いてない個人情報をペラペラ話すなど羞恥心は皆無。
マミー/サミーラ
声：歩河みぃな
（魔物時）
素っ裸に包帯巻きという無防備な姿だが、回復能力は高い。
（解呪後）
魔物姿と同様、全身包帯巻き。右目も包帯で常に隠れている。当初はクリスを避けていたが、数ヶ月して会話できるようになり、彼女の実験（失敗が多い）に協力する仲になる。
ベルセルク/シャノン
声：茶谷やすら
（魔物時）
漆黒で重厚な甲冑と巨大な剣が特徴的。
（解呪後）
見た目は箱入り娘だが怪力（腕力至上主義の父の教育方針の賜物）。しかし本人は、怪力しか能が無い、女の子なのにはしたないと恥ずかしがって隠したがっている。
アラクネ/エステラ
声：茶谷やすら
（魔物時）
蜘蛛の巣デザインの水着のような衣服に網タイツ、そして本来の手足以外に4本の蜘蛛の足が生えている。
（解呪後）
クリスより二つ年上。眼鏡を掛け、マイペースでのほんとしたお姉さん。裁縫が得意で、魔力を込めた丈夫な糸を作る特技を持つ。クリスとは友達作りを勧めた事がきっかけで親しくなる。
アルラウネ/ルチル
声：時亜
（魔物時）
頭に大きな魔物系のバラをつけている以外は裸。常に地面に潜っており、彼女から積極的に攻撃せず追跡や足止めなどする。戦うときは特定の魔法を使って土中から出すしかない。
（解呪後）
外見と精神年齢は全ヒロインで最も幼く、頭にバラの花をつけている。一人称は「ルチ」で、クリスを「お兄さん」と呼ぶ。小動物のように可愛らしい。頭を撫でられるのが好き。性知識は皆無で、赤ちゃんはコウノトリが運んでくれると信じている。
ガーゴイル/スカーレット
声：葉市憂
（魔物時）
大きな翼と頭の角、猛禽類のような鋭い爪、八重歯が特徴。彼女が石化した場合、いかなる攻撃も通じない。
（解呪後）
小柄だが、口調は堅く「鉄の女」という綽名がある。身だしなみにうるさく、自主的に風紀検査をしている。「女子が男子に体を許すのは将来を誓い合った人だけ」が信条で、検査ではクリスによく触れるが、逆にクリスに触れられると途端に赤面してしまう。
ドリアード/リリークリスティ（リリー）
声：榊木春乃
（魔物時）
緑のビキニを着て、大樹に寄り添っている。
（解呪後）
クールで頭脳明晰、落ち着いた物腰だが、口調は高飛車で皮肉屋。学生であるが授業にほとんど出ず、古術書の解読や術の研究を行っている。「魔術の虫」と皮肉られるほど学術的探究心は強く、クリスの強い魔力の源にも興味津々だが、それ以外は無関心で恋愛や家事も当然興味無し。今回の現象では、学園一帯に強力かつ広範囲の結界が張られており、記憶喪失前に誰かに禁術書について聞かれた事が関係していると推理している。
マーメイド/リファーナ（リファ）
声：藤崎さや香
（魔物時）
外見は人魚そのもの。水の有無に関係なく出現するが、水中で出会った場合、必要スキルが無いと苦戦は避けられない。
（解呪後）
ポニーテールが特徴。水泳大好きな女の子。愛用のスクール水着は前の学校で使っていた物で体格とアンバランスだと評されている。クリスとは水路で出会い、親しくなると男子の側で着替えするほど警戒心が少ない。
バンシー/アメリア
声：長原杏子
（魔物時）
ボロ衣一枚という服装で、泣きながら攻撃してくる。
（解呪後）
読書が唯一の趣味。彼女が大泣きしていた所をクリスが心配して声を掛けたのがきっかけで、時々本について会話する事になる。しかしクリスがネタ晴らしや怪談をしてからかうため、彼女は苦手としている。
ルサールカ/ロナリーナ（ロナ）
声：民安ともえ
（魔物時）
水の精で、踊り子のような服装。
（解呪後）
一人で居る人を放っておけず、皆に笑顔でいてほしいというお節介な性格から、転校直後で一人がちだったクリスに声をかけて親しくなる。踊りの名人で、新しい振り付けを考えてクリスに披露したりしている。
ヤマタノオロチ/東雲 瑞姫（しののめ みずき）
声：榊木春乃
（魔物時）
民族衣装をまとい、オロチと一体になったような姿。洪水を起こして周囲を水没させる事ができ、必要スキルがないと苦戦する。
（解呪後）
極東の閉鎖的な国「大和」からの留学生。「男性を立てるのは女性の役目」の国柄でその教えを忠実に守っている。祖国ではヤマトノオロチを祀る巫女。魔術の勉強と異文化への興味のため留学に来た。クリスを「クリスティアン様」と敬称で呼び、時には神楽の舞を見せるほど慕っている。
セイレーン/セラフィナ（フィーナ）
声：歩河みぃな
（魔物時）
鳥のような翼を持ち、武器は弓。飛行能力があり、縦横無尽に接近してくる。
（解呪後）
翼の髪飾りが特徴。他のヒロインとは違い、彼女は元から亜人種の「セイレーン」である。しかし、本人はそれを隠したりせず、普段から翼を使って飛び回っている。趣味は空の散歩。
サキュバス/ミレーネ
声：藤崎さや香
（魔物時）
蝙蝠のような翼、巨乳で淫乱な服装が特徴的。セイレーンと同様、飛行能力を持つ。
（解呪後）
サキュバスと人間のハーフ。礼儀正しく控えめで、サキュバスである事に強い負い目を感じている。恋愛系の漫画が大好きで、普通の恋愛に憧れている。処女でありながら強い性欲に悩まされており、サキュバスにとって性欲を抑える効果がある牛乳をいつも飲んでいる。サキュバスの性分で唯一の男子のクリスを意識しているが、日常会話すらおぼつかなくクリスを避けている。
蜃（しん）/美玲（メイリン）
声：歩河みぃな
（魔物時）
巨大な貝（ハマグリ）のベッドに寝ている裸の少女。この姿は幻のようなもので、襲ってこないが必要なスキルが無いと、触れる事さえ出来ない。
（解呪後）
東洋出身らしいお団子頭で、童顔でロリ巨乳の身体が特徴的。一人称は「ボク」。寝ぼけているような瞳で、口調ものんびりしている。妄想に耽る傾向にあり、空を飛ぶ夢を広げている。修行一筋の生活だったらしく、娯楽などの経験は無く、暇な時は筋トレばかりしている。羞恥心や性知識は皆無。
堕天使/エレナ
声：榊原ゆい
（魔物時）
金髪ツインテール、左右で色が違う翼が特徴的（向かって左が白、右が黒）。クリスに対して、激しい憎しみを抱いている様子で、ゴーストに似ている。
（解呪後）
魔物姿と違い、人間姿は黒髪。クリスと一緒に学園に転入した。気が強くて短気だが、人見知りが激しい。クリスの幼馴染で、クリスに対して昔は「クリスお兄ちゃん」と呼んで懐いていたが、現在は呼び捨てか「バカクリス」と呼んでツンケンに接している。転入当初は人見知りが激しい事から友達が出来ず、クリスに反発しながらもクリスしか話し相手がいない様子だった。運動神経はいいが、家事は苦手。姉のミリアとは容姿は似ているが、性格や評判は正反対だと自覚している。
カーリー/ナハト
声：榊木春乃
（魔物時）
四本の腕による四刀流と顔や体の紋様が特徴的。
（解呪後）
授業も馴れ合いも嫌いなため、授業に全く出席しておらず、マリーに注意されているが、全く意に介していない。クリスと初めて出会った時に強い殺気や敵意を浴びせ、いきなり命懸けの決闘を申し込むなど当初から好戦的。性に対して好奇心旺盛であるが、しおらしさなどは皆無。
バジリスク/ローゼッドマリー (マリー)
声:茶谷やすら
（魔物時）
ドラゴンのような魔獣と一体化したような姿。邪眼で敵を石化する力を持つため、逃げ切れない。
（解呪後）
命令口調で発言が少々物騒。剣術の腕はクリスを凌ぐ腕前。「絶対女王」の二つ名があり、誰からも愛され信頼されている。唯一の弱点は料理だが、本人は気付いていない。クリスの監視役で、彼が彼女の強い覇気に耐えた数少ない一人であるため、それなりに感心している。世話焼きの一面があり、学食に不慣れで少食なクリスに弁当をあげている。
ミノタウロス/アンナ
声：長原杏子
（魔物時）
牛の角と筋肉質の足が特徴的。武器は大斧。牛系の魔物であるため突進が手強い。
（解呪後）
かなりの力持ち。タンクトップにショートパンツというラフな格好が特徴的。スタイルがよく、女子達にとって憧れの存在であり、また面倒見のいい性格なので良き相談相手でもある。
ホムンクルス/学長
声：長原杏子
予約特典の追加キャラクター。

### その他
ウォーロック
声：木下クワガタ丸
ステージ5・塔のボスであり、結界空間のラスボス。体力・攻撃力共に最強。

## スタッフ
- 原画：山本和枝、玖月いちい、スサガネ
- シナリオ：うちわ、ミシマ
- 音楽：大網マヒロ

## 主題歌
オープニングテーマ「Desire」
作詞・作曲・歌：榊原ゆい / 編曲：林達志（Rosearia）
エンディングテーマ「Endless Labyrinth」
作詞・歌：オリヒメヨゾラ / 作曲・編曲：酒井陽一